# Hot pot
Hot pot je anglický název pro chuo-kuo (čínsky pchin-jinem huǒguō, znaky zjednodušené 火锅, tradiční 火鍋, doslova ohnivý kotlík), což je čínská metoda vaření, kdy se polévka vaří přímo na jídelním stole. Obsahuje řadu východoasijských potravin a přísad. Jedná se o společenské jídlo s hrncem vývaru uprostřed stolu, ze kterého si lidé nabírají do vlastních misek a průběžně vývar doplňují o ingredience, které se opět povaří a pak naservírují. Mezi typické potraviny, které se do polévky přidávají, patří tenké plátky masa, listová zelenina, houby, wontony, vaječné knedlíčky, tofu a mořské plody. Hotové jídlo se obvykle konzumuje s dipem.

## Dějiny
Podle archeologických nálezů se nejstarší nádoby na hotpot objevily kolem období dynastie Chan. Každý člen čínské nobility měl svůj osobní kotlík. Byl vyroben z bronzu a pojmenován „Ran Lu“ (čínsky:: 炉). Později, během dynastie Čching, se hotpot stal populární mezi císaři. Zejména císař Čchien-lung si hotpot velmi oblíbil a jedl ho téměř při každém jídle. Pozdější císař Jiaqing uspořádal na oslavu své korunovace banket, na kterém se pojídalo z 1 550 horkých kotlíků. Cch’-si byla také známá tím, že si pochutnávala na hotpotu, zejména v zimních měsících.

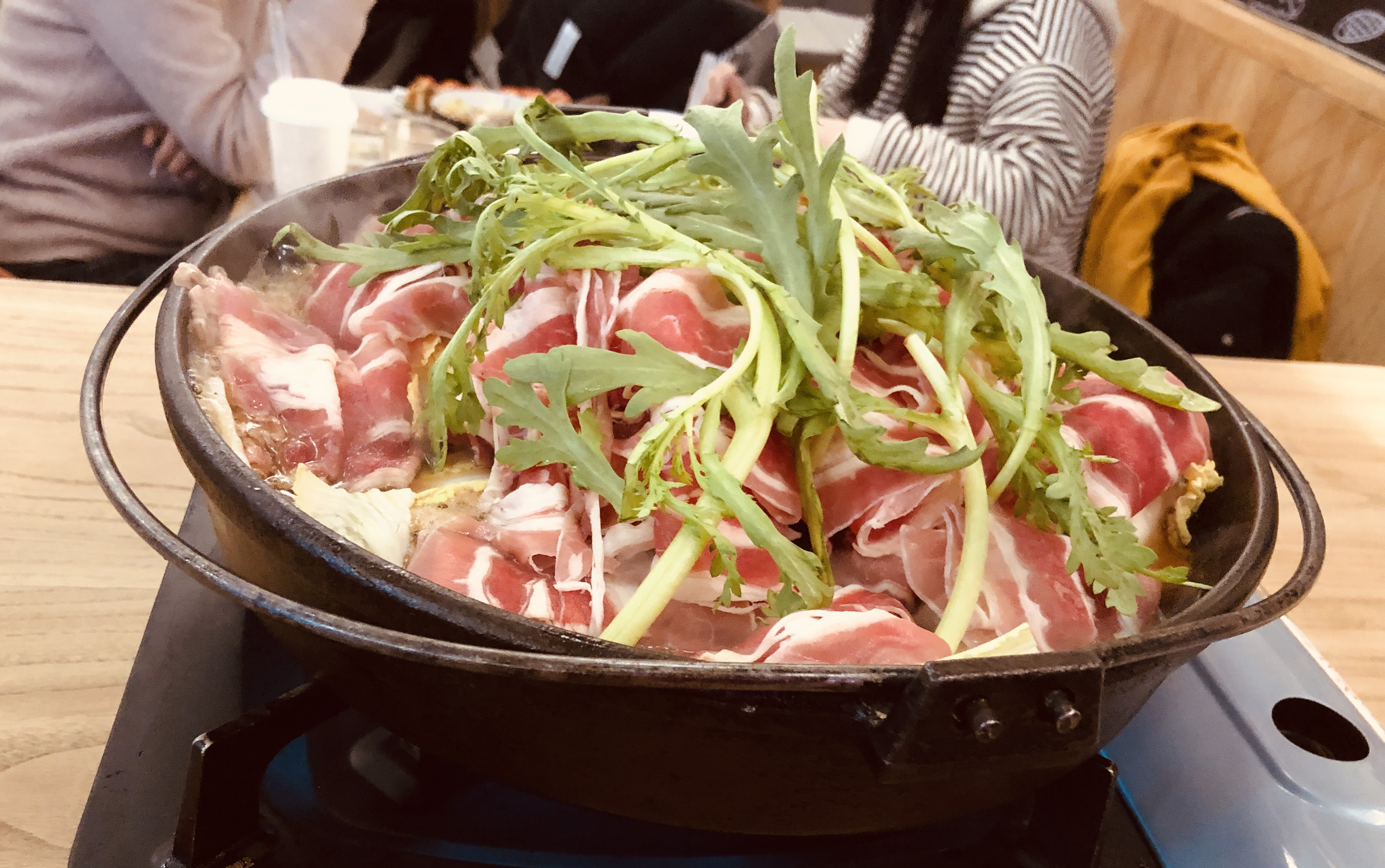

## Popularita
Existuje mnoho důvodů, proč si hotpot získal mezi Číňany popularitu. Jedna historka uvádí, že čchienlungský císař říše Čching měl hotpot polévku opravdu rád a jedl ji často. Při banketech v paláci horké kotlíky nikdy nechyběly. Také jeho syn, jiaqingský císař, měl toto jídlo rád. Když obyčejní lidé slyšeli, jak tuto polévku císaři milují, chtěli ji také vyzkoušet a tak se pokrm po Číně rozšířil.
Jiné vysvětlení je, že hotpot polévka dokáže posílit přátelství a sjednotit členy rodiny nebo kolegy. Několik lidí se sesedne kolem hrnce, povídají si a jedí. Teplé jídlo a teplý vzduch od vařiče podle této teorie přispívá k všeobecné pohodě.

## Galerie

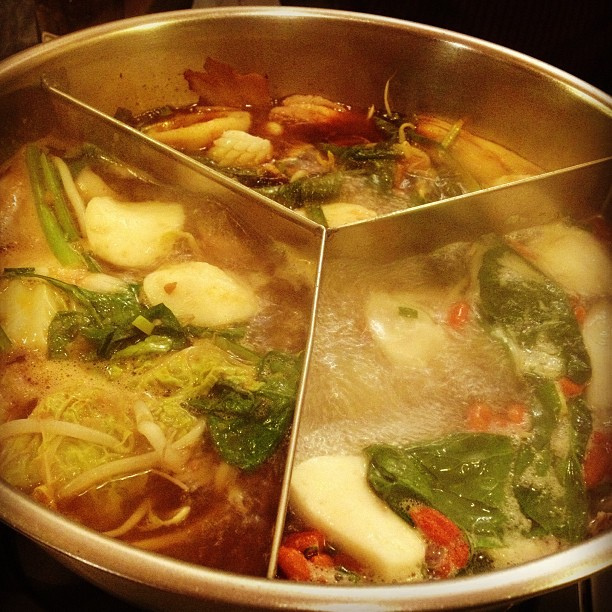
Hotpot polévka
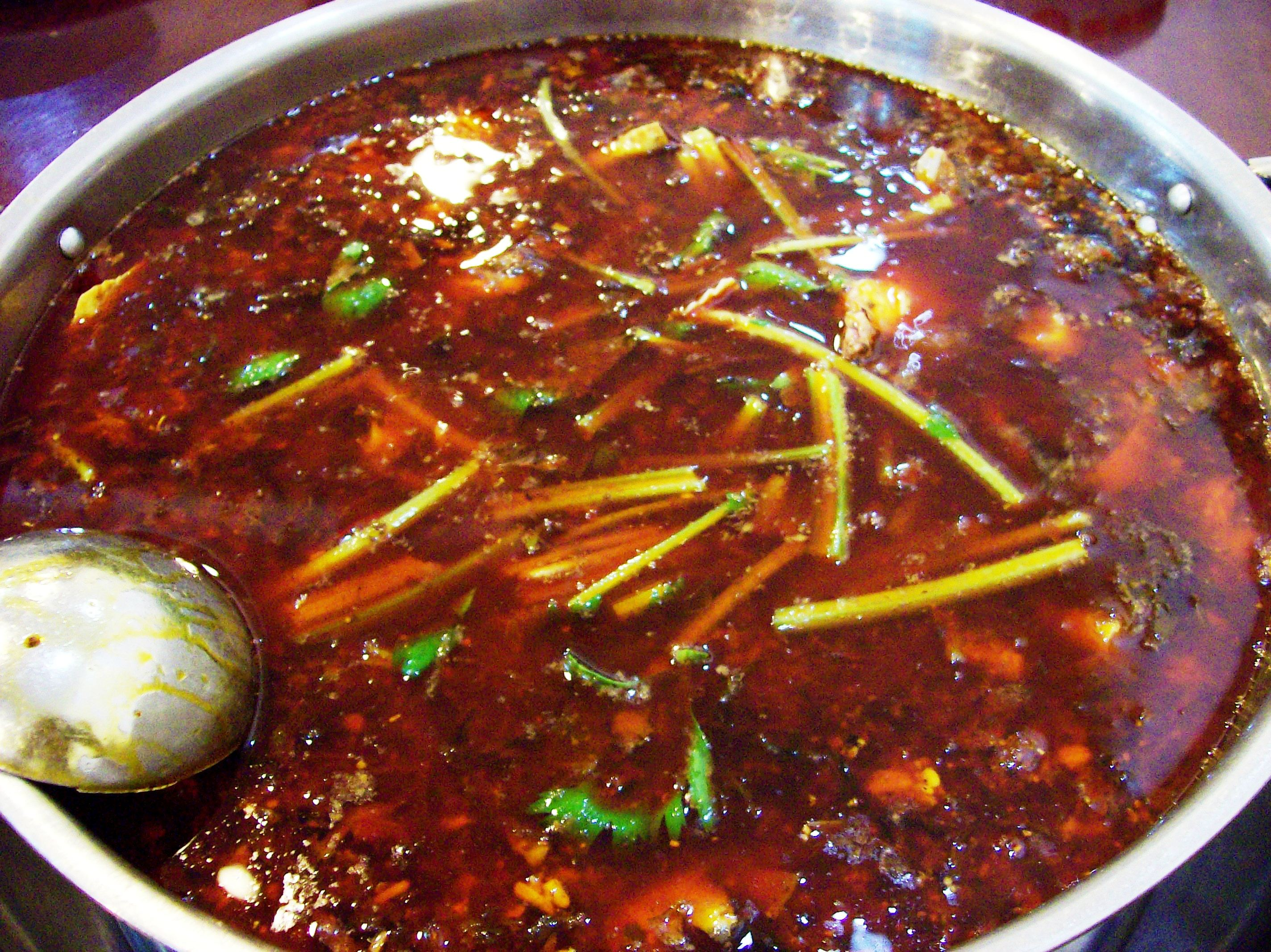
Kořeněný hotpot na Chongqingský způsob
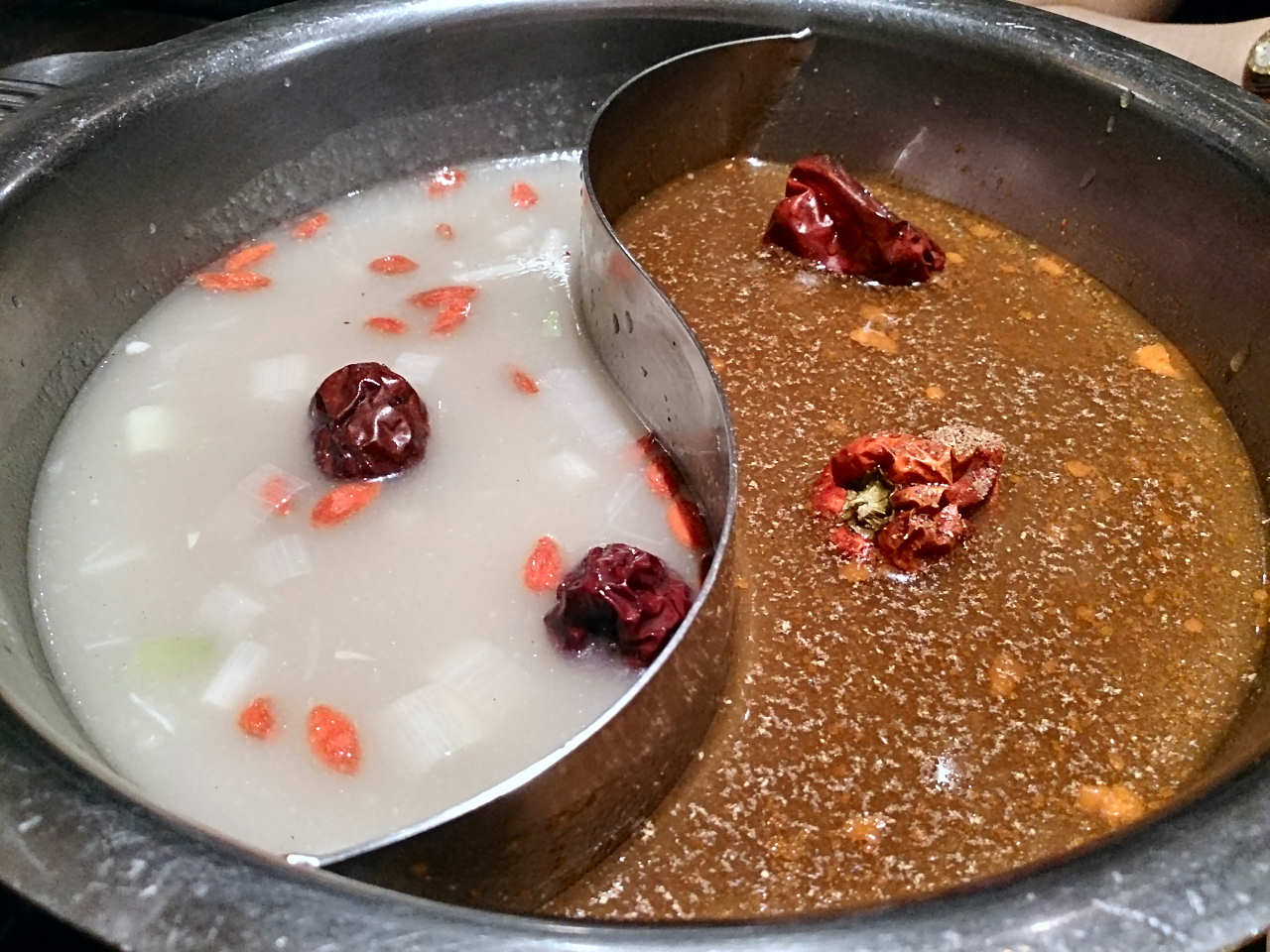
A Yin-Yang Hotpot s dvěma druhy vývaru
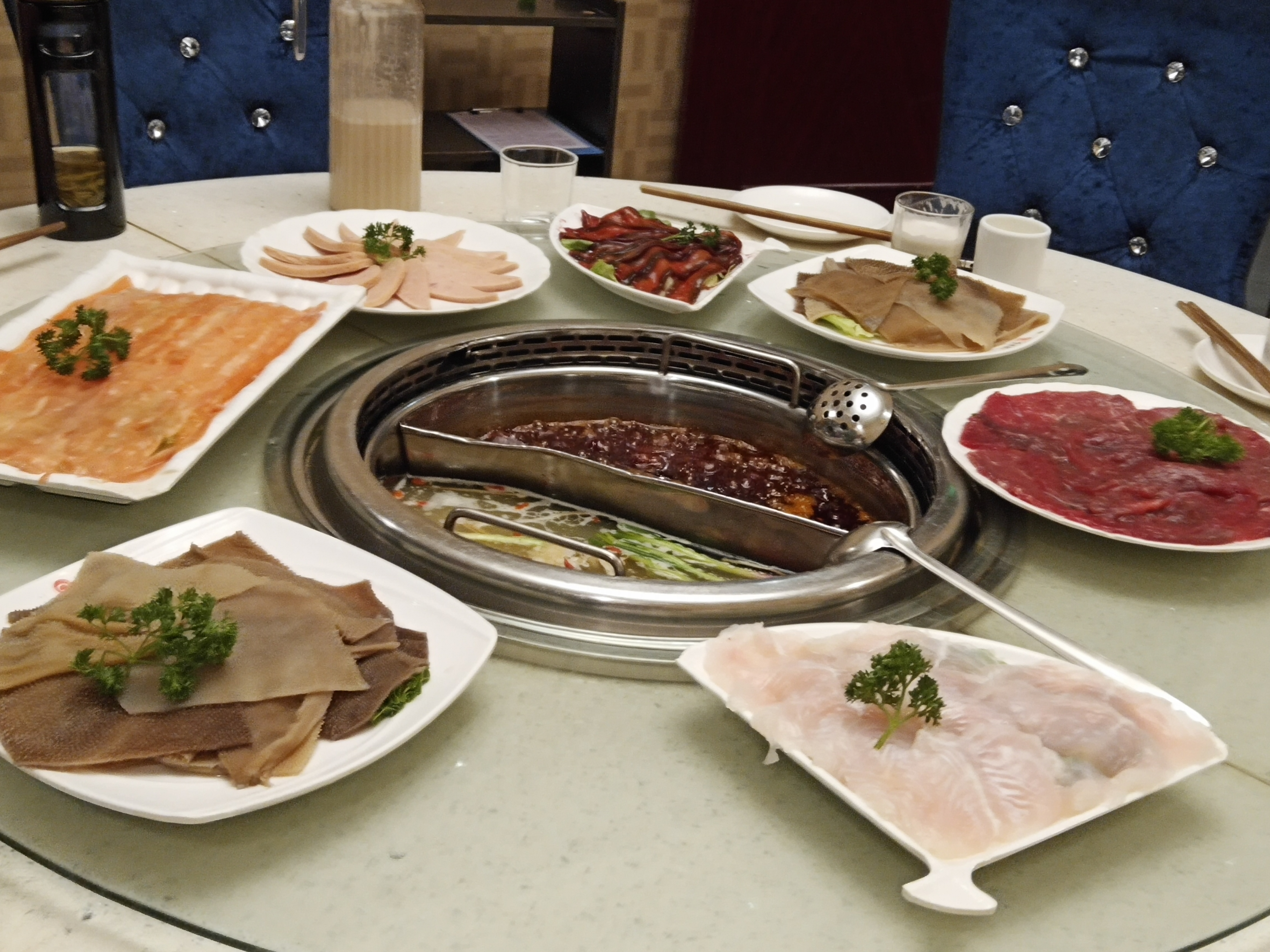
Kotlík a připravené suroviny
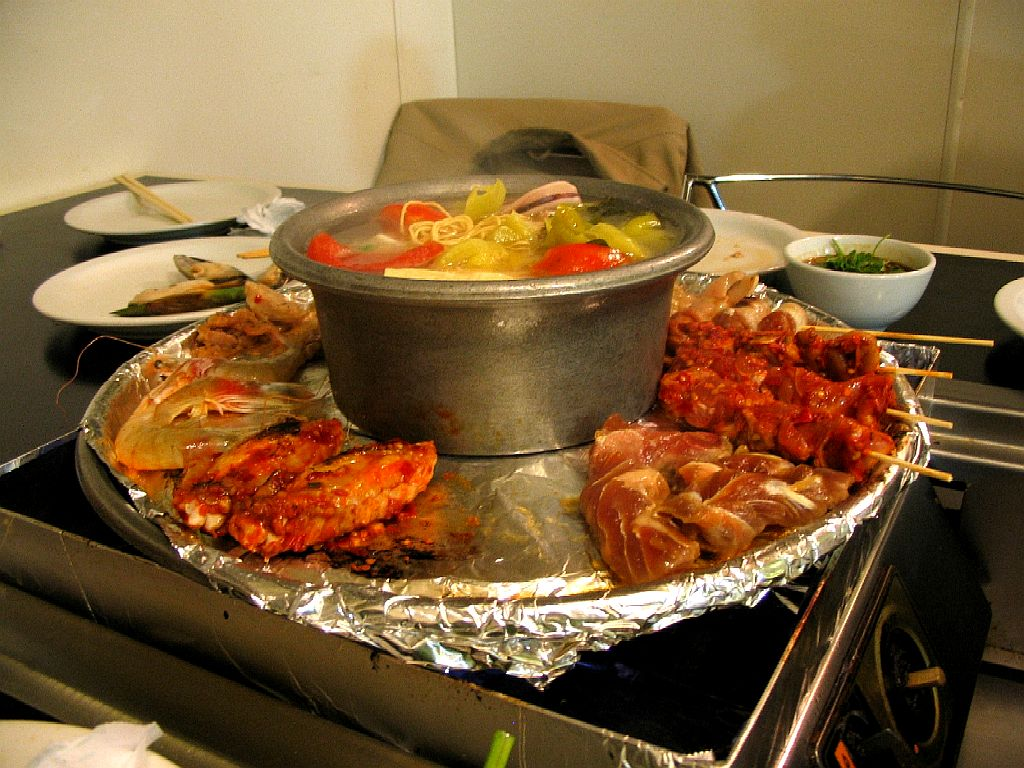
Hotpot a barbecue
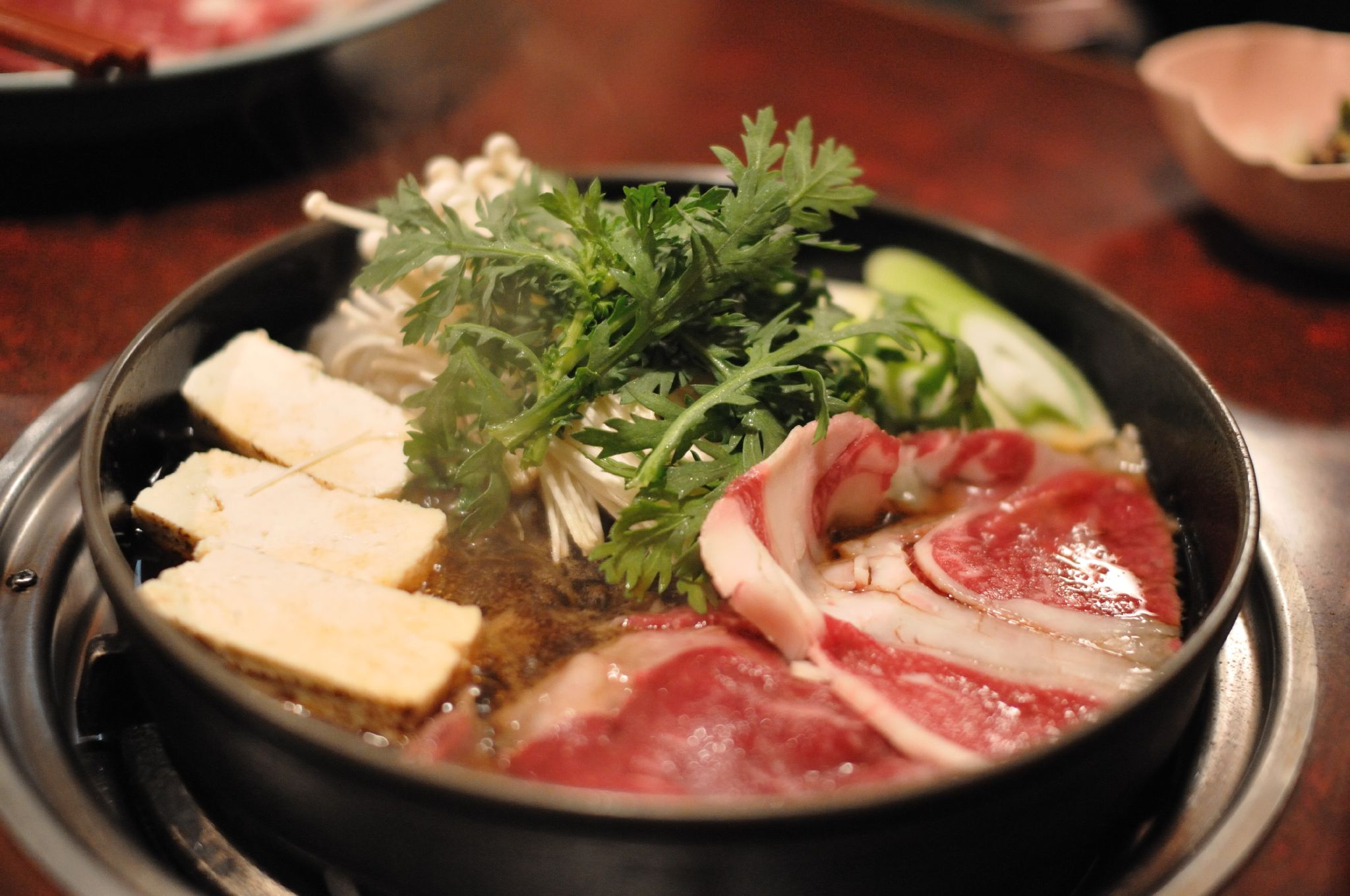
Sukiyaki Suroviny na hotpot